# Baeotis
Baeotis is een geslacht van vlinders uit de familie van de prachtvlinders (Riodinidae), onderfamilie Riodininae.
Baeotis werd in 1819 voor het eerst wetenschappelijk beschreven door Hübner.

## Soorten
Baeotis omvat de volgende soorten:
- B. attali Hall, J & Willmott, 1998
- B. bacaenis Hewitson, 1874
- B. bacaenita Schaus, 1902
- B. barce Hewitson, 1875
- B. capreolus Stichel, 1910
- B. cephissa (Hewitson, 1875)
- B. creusis Hewitson, 1874
- B. critheis Doubleday, 1847
- B. choroniensis Lichy, 1946
- B. dryades Dognin, 1891
- B. elegantula Hopffer, 1874
- B. euprepes H. Bates, 1868
- B. expleta Stichel, 1910
- B. felix Hewitson, 1874
- B. hisbon (Cramer, 1775)
- B. johannae Sharpe, 1890
- B. kadenii (C. & R. Felder, 1861)
- B. lamacus Doubleday, 1847
- B. melanis Hübner, 1831
- B. meno Doubleday, 1847
- B. mesomedes Doubleday, 1847
- B. nesaea Godman & Salvin, 1889
- B. planina Doubleday, 1847
- B. prima H. Bates, 1868
- B. staudingeri D'Abrera, 1994
- B. sulphurea (R. Felder, 1869)
- B. zonata R. Felder, 1869